# Windsor Davies
Windsor Davies (Canning Town, Londen, 28 augustus 1930 – 17 januari 2019) was een Britse acteur, vooral bekend geworden door zijn rol als sergeant-majoor 'Shut Up' Williams in de comedyserie It Ain't Half Hot Mum (in Nederland uitgezonden als Oh moeder, wat is het heet).

## Biografie
Davies zelf werd geboren in Oost-Londen, maar zijn ouders kwamen uit Wales. Op tienjarige leeftijd keerde het gezin terug naar Rhondda Valley, in Wales. Alvorens hij acteur werd in 1961 werkte hij daar als leraar en mijnwerker. Samen met toenmalige co-ster Don Estelle scoorde hij in 1975 een grote hit met het nummer Whispering Grass. De single stond drie weken op de eerste plaats in de Britse hitparade. Kenmerkend voor hem was zijn diepe, hese stem.

### Privé
Davies was sinds 3 januari 1957 getrouwd met Eluned (Lynne) Evans. Zij overleed in 2018. Samen kregen ze vijf kinderen. Casting director Jane Davies is een dochter van Windsor Davies. Na zijn loopbaan als acteur emigreerde hij naar Frankrijk.
Hij overleed op 88-jarige leeftijd.

## Filmografie

### Films en miniseries
- The Pot Carriers (1962) – politieman
- Murder Most Foul (1964) – Sergeant Brick
- Ring Out an Alibi (miniserie) – Det. Sgt. Wade (5 afl., 1964)
- The Alphabet Murders (1965) – Dragbot
- Arabesque (1966) – politieman bij auto-ongeluk (niet op aftiteling)
- The Family Way (1966) – man in menigte (niet op aftiteling)
- Drop Dead Darling (1966) – radiotechnicus
- Talking to a Stranger (miniserie) – Detective Sergeant Wilson (afl. onbekend, 1966)
- Talking to a Stranger 3: Gladly, My Cross-Eyed Bear (televisiefilm uit de anthologieserie Theatre 625, 1966) – Detective Sergeant Wilson
- Talking to a Stranger 4: The Innocent Must Suffer (televisiefilm uit de anthologieserie Theatre 625, 1966) – Sergeant Hayter
- Hammerhead (1968) – politiesergeant
- The Jonah Site (televisiefilm uit de anthologieserie City '68, 1968) – Harris
- Frankenstein Must Be Destroyed (1969) – politiesergeant Brenner
- Rogues Gallery: The Bright Eyed Body Snatcher (televisiefilm uit de anthologieserie ITV Saturday Night Theatre, 1969) – Maggot
- Death of a Dog (televisiefilm uit de anthologieserie Confession, 1970) – Mr. Probert
- Smith (miniserie) – Mr. Welsh (6 afl., 1970)
- Clinic Exclusive (1971) – Geoffrey Carter
- The Moonlighters (kortfilm uit de anthologieserie Thirty-Minute Theatre, 1971) – Jarvis
- Endless Night (1972) – Sgt. Keene
- Adolf Hitler: My Part in His Downfall (1973) – Sgt. MacKay
- Hawkeye, the Pathfinder (miniserie, 5 afl., 1973) – Sergeant Dunham
- Soft Beds, Hard Battles (1974) – Bisset (niet op aftiteling)
- The Old Curiosity Shop (1975) – George, Mrs. Jarley's assistent
- Carry on Behind (1975) – Fred Ramsden
- Confessions of a Driving Instructor (1976) – Mr. Truscott
- Carry on England (1976) – sergeant-majoor 'Tiger' Bloomer
- Not Now, Comrade (1976) – politieman Pulford
- The Heavy Mob (televisiefilm, 1977) – George Fletcher
- The Playbirds (1978) – assistent-politiecommissaris
- Grand Slam (televisiefilm, 1978) – Mog Jones
- The Talking Parcel (televisiefilm, 1978) – Chief Cockatrice (stem)
- Gabrielle and the Doodleman (1984) – verschillende rollen
- Rupert and the Frog Song (korte animatiefilm, 1985) – Ruperts vader / Father Frog (stem)
- Old Scores (1991) – Evan Price
- The Thief and the Cobbler (1993) – Chief Roofless (stem)
- The Willows in Winter (televisiefilm, 1996) – politiecommissaris (stem)
- Matt's Million (miniserie) – Henry (afl. "Hire Purchase", 1996)
- Mosley (4-delige televisiefilm, 1998) – David Lloyd George
- Vanity Fair (miniserie) – generaal Tufto (2 afl., 1998)
- Cor, Blimey! (televisiefilm, 2000) – Sir Toby Belch
- Gormenghast (miniserie) – Rottcodd (2 afl., 2000)

### Televisieseries
- Probation Officer – Bill Morgan (7 afl., 1962)
- The Scales of Justice – Sloan (afl. "Personal and Confidential", 1965)
- Redcap – verschillende rollen (2 afl., 1965/1966)
- Dixon of Dock Green – verschillende rollen (5 afl., 1965–1972)
- Orlando – Willy the Gospel (5 afl., 1966)
- The Corridor People – Sullivan (afl. "Victim as Birdwatcher", 1966)
- Adam Adamant Lives! – Charlie Pearson (afl. "Death Begins at Seventy", 1967)
- Doctor Who – Toby (afl. "The Evil of the Daleks: Part 2, 3 & 4", 1967)
- Boy Meets Girl – Ted Duff (afl. "The Young Visitors", 1967)
- Softly, Softly en Softly, Softly: Task Force – verschillende rollen (5 afl., 1967–1972)
- Sanctuary – verschillende rollen (2 afl., 1967/1968)
- The Troubleshooters – verschillende rollen (3 afl., 1967–1971)
- Z Cars – verschillende rollen (7 afl., 1967–1974)
- Tom Grattan's War – rekrutie-sergeant (2 afl., 1968/1970)
- Detective – Det. Sgt. Williams (afl. "The Singing Sands", 1969)
- Special Branch – Vousden (afl. "The Promised Land", 1969)
- Nearest and Dearest – dominee (afl. "The Ghost of Picklers Past", 1969)
- The Mind of Mr. J.G. Reeder – hoofdinspecteur Pyne / politiesergeant (4 afl., 1969/1971)
- The Misfit – patrouille op vliegveld (afl. "On Being British", 1970)
- The Worker – verschillende rollen (2 afl., 1970)
- UFO – Morgan (afl. "The Cat with Ten Lives", 1970)
- The Guardians – First Worker (afl. "The State of England", 1971)
- Brett – Alderman Griffiths / Sir Geronwy Griffiths (3 afl., 1971)
- The Onedin Line – Taffy (afl. "Plain Salling", 1971)
- The Rivals of Sherlock Holmes – Insp. Illingworth (afl. "The Ripening Rubies", 1971)
- The View from Daniel Pike – Max Polden (afl. "So This Is Olympus", 1971)
- Love Story – Don (afl. "The Suitcase", 1972)
- Spyder's Web – functionaris op vliegveld (afl. "Nobody's Strawberry Fool", 1972)
- Callan – Chief Supt. Brown (afl. "The Carrier", 1972)
- New Scotland Yard – Det. Sgt. Hadley (afl. "Hard Contract", 1972)
- The Main Chance – Halloran (afl. "Choice of Jungles", 1972)
- Crown Court – George Walker (2 afl., 1973)
- Bless This House – Charlie (afl. "The Bells Are Ringing", 1974)
- Thriller – Detective Moore (afl. "Death to Sister Mary", 1974)
- How's Your Father? – Vernon Denton (afl. "In for a Penny", 1974)
- Billy Liar – Mr. Purley (afl. "Billy and a Little Learning", 1974)
- World of Laughter – verschillende rollen (afl. onbekend, 1974)
- It Ain't Half Hot Mum – sergeant-majoor Tudor Bryn 'Shut Up' Williams (56 afl., 1974–1981)
- Never the Twain (67 afl., 1981–1991) – Oliver Smallbridge
- Terrahawks (39 afl., 1983–1986) – sergeant-majoor Zero (stem)
- Danger: Marmalade at Work – sergeant-majoor Spratt (afl. "Private Marmalade", 1984)
- Alice in Wonderland – Gryphon (stem, afl. "The Mock Turtle's Story, the Lobster Quadrille and Who Stole the Tarts?", 1985)
- The New Statesman (6 afl., 1985) – George Vance
- Family Fortunes (televisieshow) – verschillende rollen (2 afl., 1989/1990)
- Paris – Charles Duchont (afl. "Le critique", 1994)
- Harry Hill – Windsor Davies Badger (stem, afl. 1.1, 1997)
- Oh, Doctor Beeching! – de burgemeester (afl. "Ton Up", 1997)
- Mortimer's Law – Pugh (afl. 1.1, 1998)
- The Zig and Zag Show – rol onbekend (afl. 1.4, 1998)
- Sooty & Co. – Welshman (afl. "Pulling the Wool", 1998)
- 2point4 Children – oom Lon (afl. "Carry on Screaming", 1999)
- Sunburn – Eric Moorcroft (afl. "New Opportunities, Second Chances and Dominoes", 2000)
- Casualty – Robert Cox (afl. "Merry Christmas Dr Spiller", 2000)
- My Family – nachtwaker (afl. "Going Dental", 2004)